# عملية البحر الأخضر
عملية البحر الأخضر (بالبرتغالية: Operação Mar Verde) كانت هجوماً برمائياً على كوناكري عاصمة غينيا، اشترك فيه ما بين 350 و420 جندي برتغالي ومقاتلين غينيين بقيادة البرتغال في نوفمبر عام 1970. تضمنت أهداف العملية الإطاحة بحكومة أحمد سيكو توريه، وأسر زعيم الحزب الأفريقي لاستقلال غينيا والرأس الأخضر، أميكار كابرال، وتدمير الأصول البحرية والجوية للحزب وأنصاره الغينيين وإنقاذ أسرى الحرب البرتغاليين في كوناكري.
انسحب المهاجمون بعد إنقاذ أسرى الحرب وتدمير بعض سفن الحزب الأفريقي والبنية التحتية لسلاح الجو الغيني، لكنهم فشلوا في القبض على أميكار كابرال، زعيم عصابات الحزب الأفريقي أو الإطاحة بنظام الزعيم الغيني أحمد سيكو توري.

## خلفية
في عام 1952، أصبح أحمد سيكو توري زعيم الحزب الديمقراطي الغيني. في عام 1957، أجرت غينيا انتخابات فازت فيها الحزب الديمقراطي الغيني بـ 56 مقعدًا من أصل 60 مقعدًا. أجرى الحزب الديمقراطي استفتاء في سبتمبر 1958 اختار الغينيون فيه بشكل ساحق الاستقلال الفوري بدلاً من استمرار الارتباط مع فرنسا. انسحب الفرنسيون، وفي 2 أكتوبر 1958، أعلنت غينيا نفسها جمهورية ذات سيادة ومستقلة برئاسة توري.
في عام 1960، رحب توري بغينيا ودعم أميكار كابرال ومنظمته، التي كانت تسعى إلى استقلال غينيا البرتغالية (الآن غينيا بيساو) والرأس الأخضر من البرتغال. في عام 1963، بدأ الحزب الأفريقي للاستقلال حرب استقلال غينيا بيساو.

## الهجوم

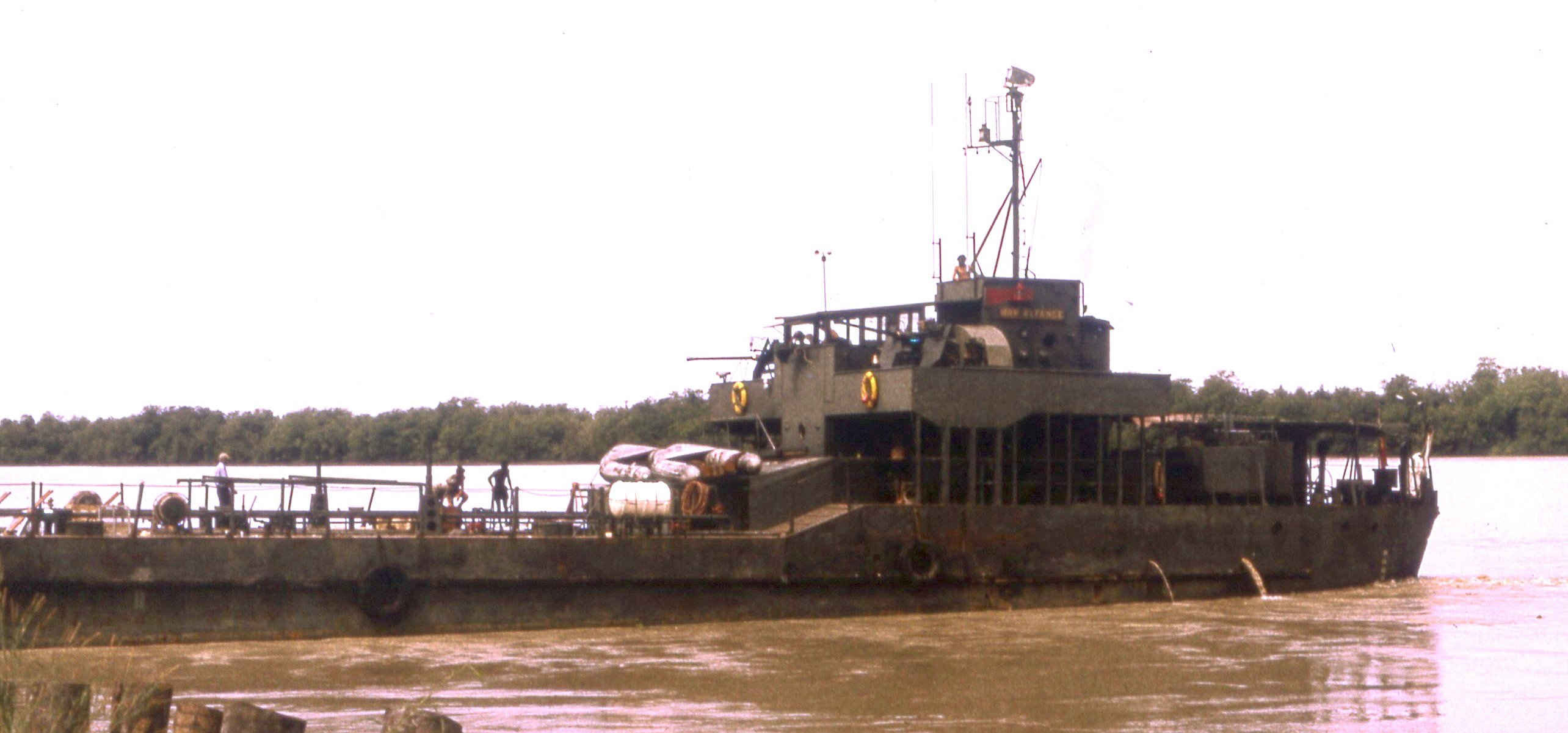
سفينة إنزال تابعة للبحرية البرتغالية خلال الحرب الاستعمارية البرتغالية.

في ليلة 21-22 نوفمبر 1970، غزا حوالي 200 غيني مسلح - يرتدون زيًا عسكريًا مشابهًا للجيش الغيني ويقودهم ضباط برتغاليون - و220 جنديًا برتغاليًا بعض النقاط حول كوناكري. هبط الجنود من أربع سفن غير مميزة، بما في ذلك سفينة إنزال دبابات وسفينة شحن، ودمروا 4 أو 5 سفن إمداد للحزب الأفريقي. وهبط آخرون بالقرب من منزل الرئيس الصيفي الذي أحرقوه. ركز الغزاة على تدمير مقر الحزب الأفريقي لاستقلال غينيا بيساو وجزر الرأس الأخضر في محاولة فاشلة للقبض على زعيم الحزب أميكار كابرال، الذي كان في أوروبا في ذلك الوقت. واستولى آخرون على معسكرات الاعتقال السياسي وحرروا عددًا من السجناء، بما في ذلك جنود وطيارين برتغاليين كانت قوات الحزب الأفريقي قد أسرتهم في وقت سابق وسلمتهم إلى الغينيين لحفظهم؛ وقد احتُجز بعضهم في هذه المخيمات لمدة سبع سنوات. وصلت القوة المهاجمة الرئيسية إلى المطار لكنها تجاهلته، وهاجمت على ما يبدو ما اعتقدوا أنه محطة الراديو العاملة، غير مدركين أن استخدامه توقف عند استبداله في وقت سابق بمحطة جديدة.
كان توري في القصر الرئاسي في ذلك الوقت. استولى جنود آخرون على موقعين للجيش، وسيطروا على محطة الطاقة الرئيسية في المدينة، واستولوا على مقر الحزب الأفريقي (ولكن ليس أميكار كابرال)، وأطلقوا سراح 26 من أسرى الحرب البرتغاليين الذين كانوا محتجزين من قبل الحزب الأفريقي في معسكر بوارو. حاربت قوات الميليشيات الغينية المغيرين دون نجاح يذكر. نظرًا لأنه لم يتم العثور على كل من كابرال وتوري، تراجع المهاجمون البرتغاليون بعد أن تكبدوا إصابات طفيفة.
عند هذه النقطة، انسحبت نصف القوة الغازية مع السجناء المفرج عنهم إلى السفن المنتظرة، تاركين مهمة الإطاحة بالحكومة الغينية إلى قوة تقدر بأقل من 150 رجلاً. يبدو أن هذه المجموعة كانت تأمل في انتفاضة من قبل السكان، لكن رد الفعل هذا فشل في الحدوث. وتكهن المراقبون الخارجيون بأن الدعم العام لم يتحقق لأن الغزاة فشلوا في الاستيلاء على محطة الراديو الصحيحة، التي استمرت في العمل تحت سيطرة الحكومة. علاوة على ذلك، تجنب معظم المسؤولين الحكوميين أو الحزبيين المهمين القبض عليهم.

## النتائج

### عمليات التطهير الداخلية في غينيا
في غضون أسبوع من الغزو، شكل توري لجنة من عشرة أشخاص: القيادة العليا. بقيادة أعضاء موالين للمكتب السياسي، أدارت القيادة العليا غينيا بمرسوم. أشرفت القيادة العليا على عمليات التوقيف والاعتقال دون محاكمة وعمليات الإعدام. أدت تصرفات القيادة العليا إلى تدمير صفوف مسؤولي الحكومة والشرطة. وكان من بين الضحايا رئيس البنك المركزي لجمهورية غينيا ووزير المالية عثمان بالدي. بعد محاكمة استمرت خمسة أيام، في 23 يناير 1971، أمرت المحكمة الثورية العليا بـ 29 عملية إعدام (نُفذت بعد ذلك بثلاثة أيام)، و33 حكمًا غيابيًا، و68 حكمًا بالسجن المؤبد، و17 أمرًا بمصادرة جميع الممتلكات.
وحكم على الجنود البرتغاليين-الأفارقة الذين انشقوا إلى غينيا بالسجن المؤبد مع الأشغال الشاقة. وأُفرج عن تسعة وثمانين من المتهمين، لكن المعارضين يقولون إن بعض الأشخاص «اختفوا» في السجن أو أعدموا خارج نطاق القضاء. وكان من بين المحكوم عليهم بالإعدام أعضاء من الحزب الحاكم (بما في ذلك زعماء حزب الحي في كوناكري)، ورئيس شرطة كوناكري، وسكرتير الرئيس، ومساعد وزير المالية، وخمسة جنود غينيين على الأقل. أولئك الذين صودرت ممتلكاتهم كانوا إما فرنسيين أو لبنانيين. مصير الأوروبيين الآخرين الذين اعتقلوا غير معروف. وكان من بين الذين حكم عليهم بالسجن المؤبد وزراء حكوميون سابقون ورؤساء الصناعات الحكومية وحاكم إقليمي سابق وكبار المسؤولين في المتحف الوطني. [بحاجة لمصدر]
في يوليو 1971، طهر توري الجيش من بعض ضباطه. في أبريل 1973، طهر نظامه من بعض وزرائه.

### الإدانة السياسية
في 8 ديسمبر 1970، أصدر مجلس الأمن القرار 290، الذي أدان البرتغال لغزو غينيا، ودعا البرتغال إلى احترام مبادئ تقرير المصير والاستقلال فيما يتعلق بغينيا البرتغالية. في 11 ديسمبر 1970، أصدرت منظمة الوحدة الأفريقية قرارًا بالإجماع يدين الغزو.
عرضت نيجيريا والجزائر تقديم الدعم لغينيا كوناكري، وأرسل الاتحاد السوفييتي سفنًا حربية إلى المنطقة (المعروفة عند حلف شمال الأطلسي باسم دورية غرب إفريقيا) لمنع المزيد من العمليات العسكرية ضد نظام توريه وضد قواعد الحزب الأفريفي في غينيا.

## روابط خارجية

### ذكريات الجنود البرتغاليين
- باللغة البرتغالية João Tunes. Guiné 63/74 - DCCXXXII: Onde é que vocês estavam em 22 de Novembro de 1970 ? Luís Graça & Camaradas da Guiné, 4 May 2006. Retrieved 2008-03-18.
- باللغة البرتغالية João Tunes. DA HORA DOS AVENTUREIROS, 2 May 2006. Retrieved 2008-03-18.
- باللغة البرتغالية Carlos Fortunato. Operação Mar Verde - 22 November 1970, Crónica de Carlos Fortunato, ex-furriel da CCaç. 13. 24 February 2003, revised 21 July 2006. Retrieved 2008-03-18.